# Miliária
Miliária é uma doença da pele caracterizada por lesões cutâneas pequenas e pruriginosas, causadas pela obstrução do fluxo do suor sob a pele devido a glândulas sudoríparas entupidas. A miliária é comum em condições de calor e humidade, como nas regiões tropicais e durante o verão. Embora possa afetar pessoas de todas as idades, é particularmente comum entre crianças, devido ao pouco desenvolvimento das glândulas sudoríparas.